# Murcia nova
Murcia nova är en kvalsterart som beskrevs av Sellnick 1928. Murcia nova ingår i släktet Murcia och familjen Ceratozetidae.

## Underarter
Arten delas in i följande underarter:
- M. n. nova
- M. n. dentata